# Zenona Cieślak-Szymanik
Zenona Cieślak-Szymanik (ur. 1931 w Łodzi, zm. 18 maja 2016) – polska poetka.
Urodziła się w Łodzi. Z wykształcenia ekonomistka. W 1963 r. zamieszkała w Ciechanowie. Debiutowała na łamach Tygodnika Ciechanowskiego w 1991 r. Jest laureatką licznych konkursów poetyckich. Wydała dziewięć tomików wierszy: Prawda i życie (1993), Obudź się (1995), Zauroczenie (1997), Labirynt (1998), Być sobą (2000), Draperie (2001), Droga prowadząca ku milczeniu (2003), W stronę kropli rosy (2007), Rzeka mojego uroczyska (2008). W latach 2002–2009 była członkiem Związku Literatów Polskich Oddział w Ciechanowie. Od 2009 roku była członkiem Związku Literatów na Mazowszu.